# Ectropothecium reticulatum
Ectropothecium reticulatum là một loài Rêu trong họ Hypnaceae. Loài này được (Dozy & Molk.) Besch. mô tả khoa học đầu tiên năm 1873.